# Манукян, Сергей Владимирович
Серге́й Влади́мирович Манукя́н (арм. Սերգեյ  Մանուկյան; (род. 15 марта 1955, Грозный, ЧИАССР) — российский вокалист армянского происхождения, исполнитель на клавишных и ударных инструментах. Заслуженный артист Автономной Республики Крым (2010).

## Образование
- 1975 — окончил Грозненское музыкальное училище по классу ударных.

## Личная жизнь
Является отцом четверых детей. 

## Музыкальная карьера
- 1967 — играл в профессиональном оркестре в столице Чечено-Ингушской АССР. Параллельно выступал как солист и в составе различных ансамблей.
- Переехал в Горький, выступал в квартете пианиста Александра Шишкина (ударные, вокал).
- Первый международный конкурс вокалистов в Польше принёс ему награду и известность за рубежом.
- Выступал на крупных фестивалях (Рига, Ленинград, Куйбышев, Новосибирск).
- В начале 1980-х переселился в Эстонию, долго и успешно работал в Таллине в составе джаз-рок-группы «Авиценна».
- 1985 — переехал в Москву, сотрудничал с биг-бэндом Анатолия Кролла.

- 1986 — в составе грозненского джазового коллектива «Океан» под руководством Арама Зурабяна (Игорь Вахлюев — гитара, Игорь Палинович — родес-пиано, Арам Зурабян — синтезаторы Korg и Roland, Сергей Манукян — ударные, вокал) принимал участие в фестивале «Джазовая панорама. Ереван 86». Ансамбль был удостоен почётной грамоты[2].
- 1989 — сотрудничал с известными именами на Западе: на студии Warner Brothers — с Ричардом Элиотом, от студии Capitol получил предложение записать альбом. Участвовал в советско-американском проекте «Music Speaks Louder Than Words», в том числе с Синди Лопер, Майклом Болтоном и группой Earth, Wind & Fire
- 1990 — выступал с сольными вокальными программами.
- 1991— по настоящее время — работает и живёт в Москве. Знакомится с композитором и гитаристом Игорем Бойко и певицей Людмилой Соколовой. Проводит с ними совместные концерты, приглашает на запись своих сольных альбомов.
- 2005 — основал собственный Фонд развития джазового искусства.
- 2018 — принял участие в шоу «Голос. 60+»

## Награды
- В 1989 году получил Гран-при на первом Всесоюзном телевизионном музыкальном конкурсе «Ступень к Парнасу», а также «Приз зрительских симпатий»[3][4].

- В 1994 году был удостоен звания «Лучший джазовый музыкант года» и премии «Овация» (Джаз-исполнитель)[3][4].

- 2 сентября 2010 года  стал Заслуженным артистом Автономной Республики Крым (за значительный личный вклад в развитие и пропаганду джазового искусства в Автономной Республике Крым, высокое исполнительское мастерство, а так же в связи с проведением Международного джазового фестиваля «Live in Blue Bay» в г. Феодосия)[5]

## Студийные альбомы
- 1989 — Сергей Манукян и группа «Авиценна»
- 1997 — Секреты
- 1999 — Your Smile
- 2002 — The Feather (Перо)
- 2004 — The Feather 2 (Перо 2)
- Фестивальные альбомы

- 1992 — Джаз у старой крепости
- 1995 — Джазовые голоса
- 1997 — Jam For Two
- 1999 — первый московский джаз-фестиваль в саду «Эрмитаж»